# Perithecium
Een perithecium (meervoud: peritheciën) is een hard, min of meer bolrond of flesvormig, gesloten vruchtlichaam van sommige zakjeszwammen, waarin sporen worden gevormd.  
Hun kenmerk is dat zich aan de bovenzijde een kleine porie, het ostiolum bevindt, waardoor de sporen bij rijpheid, in tegenstelling tot bij apotheciën, afzonderlijk na elkaar vrijgelaten worden. Ze zijn gewoonlijk kleiner dan 1 mm in doorsnede. Vaak zitten ze in groot aantal verzonken in de wand van het stroma. Het oppervlak van het stroma is dan door de fijne uitmondingen gepuncteerd.
Peritheciën komen voor bij kernzwammen (Sordariomycetes). De geweizwam (Xylaria hypoxylon) is daar een voorbeeld van. Peritheciën komen ook voor bij Nectria-soorten, zoals het gewoon meniezwammetje (Nectria cinnabarina). Ook bij de familie Xanthopyreniaceae, die samenleven met blauwalgen, komen peritheciën voor en bij de parasitaire schimmel Atricordyceps harposporifera.

## Foto's

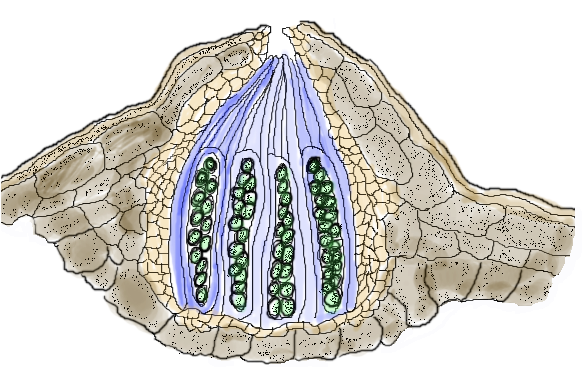
Doorsnede van een perithecium
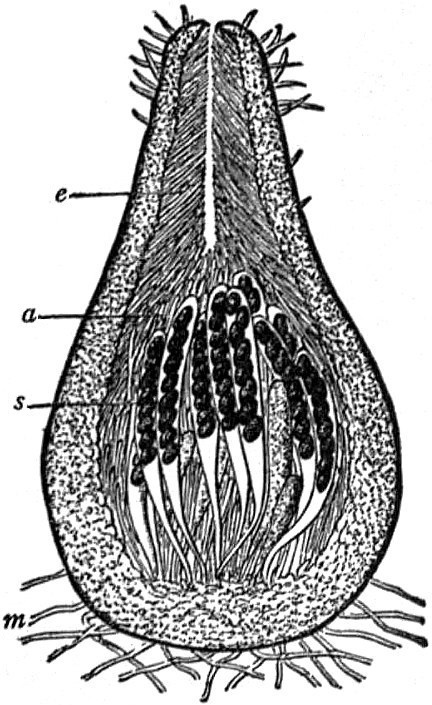
Doorsnede van een perithecium van Podospora fimiseda. . a - parafysen. e - perifysen. m - schimmeldraden.
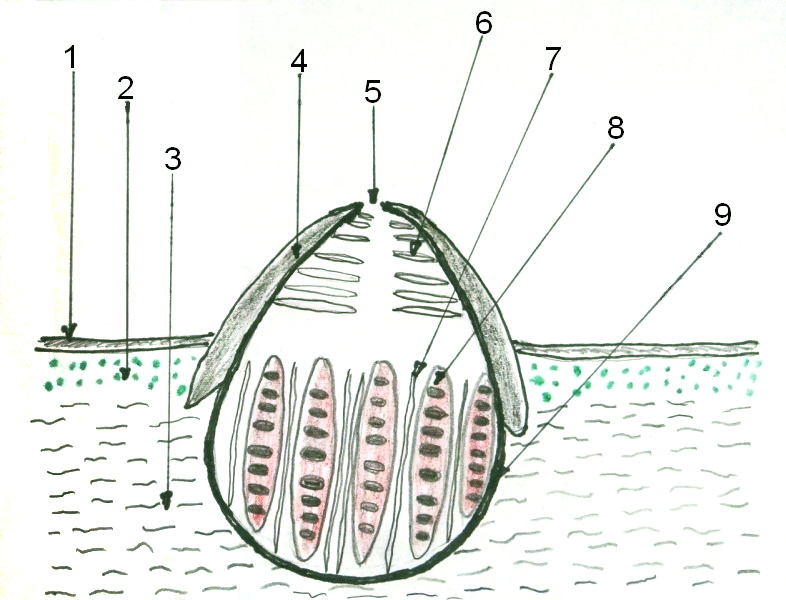
Doorsnede van een perithecium van Xanthopyreniaceae: 1 - cortex, 2 - blauwalgenlaag, 3 - stroma, 4 - involucrellum, 5 - ostiole, 6 - perifysen, 7 - parafysen, 8 - asci met ascosporen, 9 - excipulum
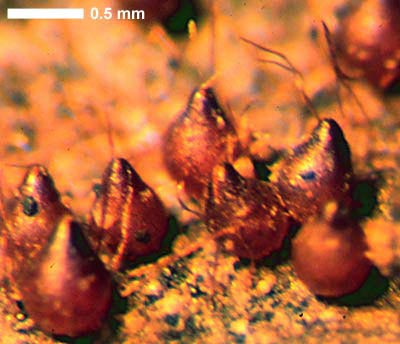
Peritheciën van de seksuele variant van het gewoon meniezwammetje. Rijpe sporen worden stuk voor stuk door een opening aan de bovenkant weggeschoten.